# Коюджик
Коюджик или Куюджук (на румънски: Cuiugiuc) е село в окръг Кюстенджа, Северна Добруджа, Румъния.

## История
До 1940 година в Коюджик има българско население, което се изселва в България по силата на подписаната през септември същата година Крайовската спогодба.